# Крива (Хустський район)
Кри́ва — село в Хустській міській громаді у Закарпатській області в Україні.
Перша писемна згадка: 1378 рік.
Воно розташоване на лівому березі річки Тиси в районі так званих Хустських воріт.
В урочищі Соколів Камінь, на північному схилі гори, що на 150 метрів над рівнем ріки Тиса, в 1966 році знайдено в посудині великий бронзовий скарб. Скарб датовано епохою пізньої бронзи і ранньої залізної доби.
Перша письмова згадка про село припадає на 1378 рік. У грамоті, виданій угорським королем Людовиком Великим, Крива фігурує уже як існуючий населений пункт. Належало воно волоським воєводам Балку і Дрегу, володарям Королівського замку.
Розташовуючись на березі Тиси, село неодноразово зазнавало стихійного лиха. До XVIII ст. село знаходилося не на тому місці де сьогодні, а ближче до Тиси. Проте, постійні повені змушували людей підійматися все вище на берег, аж поки Крива не опинилася на своєму сучасному місці. Та не лише повені завдавали людям лиха. Село було розташоване у стратегічно важливому пункті (Хустські ворота), де часто проходили різні війська. Особливо дісталося їм від татарських нападів у XVI і XVIII ст., та вторгненням поляків у 1657 році. Але найбільшого удару селу завдала визвольна війна угорців оголошених Ференцем Ракоці у 1703—1711 рр.
Сучасні жителі Криви є нащадками поселенців XVIII ст. Починаючи з середини XVII ст. кількість жителів Криви поступово зростає.
Легенда про заснування села твердить, що по Тисі на плотах люди перевозили із Солотвинських солекопалень сіль, а з Верховини дерево у Середньодунайську низовину. На певному шляху вони мали місця відпочинку. Річки Тиса і Ріка дуже були швидкими, прудкими, а також було багато порогів. Як їх проминали, то вже до Криви допливали спокійно. Річкою Ріка плоти сплавляли невеликі (до 20 м.) і тому у Криві знаходився склад, де вони формувалися у більші (40-50 м.) і сплавлялися до Вілока. Відстань пропливали за один день. Найнебезпечнішим було коліно Тиси нижче Криви. І ось на тому місці, на одній скелі з північної сторони видовбано невелику печеру, яку в народі називають печерою Марії-Терезії.
Бокораші боялися цього стрімкого місця. Будь-яка неточність в управлінні бокорами могла призвести до зіткнення зі скелею. Були випадки, коли бокораші гинули налетівши на скелю.
Саме в той час (1717—1780 рр.) в Австро-Угорщині володарювала Марія-Терезія. Духовенство вирішило для уникнення катастроф біля сумнозвісної скелі поставити дерев'яний бюст Марії-Терезії і освятити це місце.
Правда існує друга версія, що бюст був святої Кароліни італійської покровительки моряків. Дерев'яний бюст зробив майстер з Королева. В XIX ст. після великої повені річка відійшла від скелі, яку омивала роками. Тепер знову хвилі швидкоплинної Тиси б'ються об скалу, але бюст святої Кароліни або Марії-Терезії пропав і досі не відомо, хто знищив цю історичну пам'ятку.
Про Марію-Терезію в селі Крива і досі живе легенда, як на згадку про бокорашство, яке існувало колись.
Згодом залізнична колія, прокладена біля водного шляху, похитнула значення цієї небезпечної професії і після 1945 року сплав лісу річками Закарпаття припинився.
За даними історика І. Т. Шульги, в 70-х роках XVIII ст., у п'яти закарпатських коронованих містах нараховувалося 244 бокораші, у тому числі у Вишкові — 53, Довгополі — 31, Сігеті — 60, Тячеві — 33, Хусті — 97 бокорашів.

Більшість населення в минулому були лісоруби, риболови, бокораші. У 1928 році жителі села Крива брали участь у загальному страйку плотогонів долини річки Тиси.
З 2008 року в сільській школі діє шкільний краєзнавчий музей «Скриня минулого», де представлено безліч експонатів, які демонструють життя та побут кривської сім'ї ХІХ — початку ХХ ст. Це Божі ікони, рушники, кросна, глиняний посуд, друкарські машини, одяг, керамічні тарілки.
У 2009 році розпочалося будівництво дамби, яке було завершене 2011 року.

## Присілки
Чабрин
Чабрин — Обєднане з селом Крива  рішенням облвиконкому Закарпатської області № 517 від 26.12.1966
1804: Csabrin (ComMarmUg. 31), 1882: Csebrény (Hnt.), 1898: Csebrény (Hnt.), 1907: Husztcsebrény (Hnt.), 1913: Husztcsebrény (Hnt.), 1925: Čebriň, 1930: Čabrín (ComMarmUg. 31), 1944: Husztcsebrény, Хустчабринъ (Hnt.), 1966: Чабрин (ZO).
Першими поселенцями села були Чабрі, звідки сучасна назва Чабрин, потім поселилися Фетьки та Силадії, що переселилися сюди з Міжгірщини..
Криву місцеві жителі поділяють на:
- Чабрин — Початок села.

- Лунка — Південно-Східна частина.

- Кадуб — Південно-Західна частина.

- Долина (або Бразилія) — Кінець села

## Населення

### Мова
Розподіл населення за рідною мовою за даними перепису 2001 року:
| Мова            | Кількість | Відсоток |
| --------------- | --------- | -------- |
| українська      | 1350      | 98.90%   |
| російська       | 14        | 1.03%    |
| інші/не вказали | 1         | 0.07%    |
| Усього          | 1365      | 100%     |

## Звичаї
Крива в різні часи перебувала під владою багатьох держав, тому тут залишилося багато звичаїв з минулого.
Бетлегем
Бетлегем — це Кривський вертеп. В ньому беруть участь 9 чоловіків: 4 ондьоли (ангели), 4 пастирі та дідо. Останній і є символом Різдва у Криві. Вони розігрують виставу про народження Ісуса Христа, співають колядки, за це люди віддячують їм грошима, які йдуть на Храм. Бетлегем починає свої репетиції ще з Дня Святого Миколая. Ондьоли клеять вертеп та чаков (головний убір ангела), а пастирь пришиває на кросаню (головний убір пастиря) пагінець ялинки та прикрашає його цукерками, ялинковими прикрасами, також пастир прикрашає боту (палка) (один з головних атрибутів бетлегему).

## Храми
Церква Покрови Пр. Богородиці. 1888.
У 1751 р. йшлося про дерев'яну церкву св. Миколая в доброму стані, збудовану 30 років тому, тобто в 1721 р. Церква була вкрита соломою, мала один дзвін і маленькі образки.
За 1775 р. є запис про стару дерев'яну церкву, збудовану із сильних брусів. Остання згадка про дерев'яну церкву — в 1847 р., на тім місці тепер школа. Престольний камінь з дерев'яної церкви поставлено перед головним фасадом теперішньої мурованої базилічної церкви з трьома дзвонами на вежі.
Очевидно, церкву почали будувати або збудували в 1888 p., а написаний на фасаді 1901 р. є роком посвячення вже оздобленої та розмальованої церкви.
Останній зовнішній ремонт робили в 1981 p., а малювання інтер'єра здійснили в 1989 р., що зазначено на стіні над хорами. Два образи прикрашають стіни при вході. На образі св. Миколая напис: За вечное спасєніє душевное и за здравіє тіла сію икону даровали Р. Б. Стефанъ І Голачій со женою своею Юліанною из села Godenyhaza Com. Ugocsa 1888 р. На образі Покрова написано: Подь твою милость прибігаємь Бдци Діво 1888 Августа 1го.
У каплиці біля вежі збереглася ікона Успіння з попередньої дерев'яної церкви. Храм повернуто греко-католикам.
Місцевий парох Михайло Мовзер був засуджений 1949 р. на 25 років каторги. Трагічно загинув 25 лютого 1955 р.
Церква Покрови Пр. Богородиці. 1928.
Дерев'яну церкву зняли з реєстрації чинних церков 1 березня 1962 р. Нову муровану церкву в стилі російського храмобудування спорудили з 1990 до 1993 р. зусиллями селян на чолі з місцевим майстром Іваном Пилипом.
До пам'ятки природи належить «Соколів камінь» — це скала, на якій здавна гніздяться соколи. Тут були давні поселення. Про це свідчить знайдений біля підніжжя «Соколового каменю» глиняний горщик, у якому знаходились 32 бойових топірці та захисні стріли 3300 — 2800 рр. до н. е.

## Туристичні місця
- Храм Покрови Пр. Богородиці (1888).
- Кривський міст довжиною приблизно 330 метрів.
- Соколів Камінь, на північному схилі гори.
- Коліно Тиси, що нижче Криви. Печера Марії-Терезії.